# Mary Ann Shadd Cary

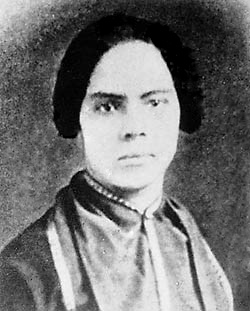
Mary Ann Shadd, noch unverheiratet

Mary Ann Shadd Cary (geboren am 9. Oktober 1823 in Wilmington (Delaware); gestorben am 5. Juni 1893 in Washington, D.C.) war eine amerikanisch-kanadische Anti-Sklaverei-Aktivistin, Journalistin, Publizistin, Lehrerin und Rechtsanwältin. Sie war die erste schwarze Verlegerin in Nordamerika und die erste weibliche Verlegerin in Kanada.
Shadd Cary war eine Abolitionistin, die zur ersten weiblichen afroamerikanischen Zeitungsherausgeberin in Nordamerika wurde, als sie 1853 die Zeitschrift The Provincial Freeman herausgab.

## Herkunft und frühes Leben
Mary Ann Shadd wurde am 9. Oktober 1823 in Wilmington (Delaware) als ältestes von 13 Kindern von Abraham Doras Shadd
(1801–1882) und Harriet Burton Parnell geboren, die freie Afroamerikaner waren. Abraham D. Shadd war ein Enkel von Hans Schad, alias John Shadd, einem aus Hessen-Kassel stammenden Deutschen, der in die Vereinigten Staaten als hessischer Söldner mit der britischen Armee während des Siebenjährigen Kriegs in Nordamerika gekommen war. Hans Schad wurde verwundet und der Pflege von zwei afroamerikanischen Frauen überlassen, Mutter und Tochter, beide mit Namen Elizabeth Jackson. Der hessische Söldner und die Tochter heirateten im Januar 1756 und ihr erster Sohn wurde sechs Monate später geboren.
A. D. Shadd war ein Sohn von Jeremiah Shadd, dem jüngeren Sohn von John, einem Schlachter in Wilmington. A. D. Shadd war ein ausgebildeter Schuhmacher und hatte einen Laden in Wilmington und später in der nahegelegenen Stadt West Chester (Pennsylvania). An beiden Orten engagierte er sich als aktives Mitglied der American Anti-Slavery Society als Kondukteur (Fluchthelfer) der Underground Railroad und für andere die Bürgerrechte betreffenden Aktivitäten. 1833 wurde er zum „President of the National Convention for the Improvement of Free People of Colour in Philadelphia“ ernannt (deutsch: Präsident der nationalen Zusammenkunft für die Verbesserung des Lebens der freien farbigen Menschen in Philadelphia).
Während ihres Aufwachsens diente Mary Anns Familienwohnsitz häufig als Zufluchtsort für flüchtige Sklaven. Als es jedoch illegal wurde, im Staat Delaware afroamerikanische Kinder zu unterrichten, zog die Shadd-Familie nach Pennsylvania um, wo Mary Ann eine „Boarding School“ der Quäker besuchte. Nach der Schulzeit kehrte sie 1840 nach West Chester zurück und errichtete eine Schule für schwarze Kinder. Sie lehrte später auch in Norristown, Pennsylvania, and New York City.
Drei Jahre nach der Verabschiedung des Fugitive Slave Law of 1850 zog A. D. Shadd mit seiner Familie nach Kanada, wo er sich in North Buxton (Ontario) niederließ. 1858 wurde er der erste Schwarze, der in Kanada in ein politisches Amt gewählt wurde. Er wurde in die Position eines „Counselors“ der Stadt Raleigh in Ontario gewählt.

## Gesellschaftliche Aktivitäten

### Umzug nach Kanada
Als der Fugitive Slave Law of 1850 in den Vereinigten Staaten drohte, die freien Schwarzen und die entkommenen Sklaven wieder in Knechtschaft zu bringen, zogen Shadd und ihr Bruder Isaac nach Kanada und siedelten sich in Windsor (Ontario) an, also gleich jenseits der Grenze von Detroit. Dort begann auch die symbolische Bemühung von Shadd, in Kanada freie Siedlungen für Schwarze zu schaffen. Noch in Windsor begründete sie eine rassisch integrierte Schule mit der Unterstützung der American Missionary Association, publizierte sie „Notes on Canada West“, eine Schrift, die sich sowohl mit den Vorzügen der Emigration als auch mit den lokalen Möglichkeiten der Schwarzen in dieser Gegend auseinandersetzte.

### ZeitschriftThe Provincial Freeman
Durch die Herausgabe der Anti-Sklaverei-Zeitschrift The Provincial Freeman wurde Mary Anna Shadd Cary zur ersten Herausgeberin in Nordamerika. Ihr Bruder Isaac kümmerte sich um das tägliche Geschäft der Zeitung und organisierte weiterhin Zusammenkünfte in seinem Heim, bei denen der Überfall auf Harper’s Ferry geplant wurde.
Shadd Cary war eine der ersten Befürworter einer Auswanderung der Afroamerikaner aus den Vereinigten Staaten nach Kanada. Ihre Zeitschrift erschien von 1853 bis 1860 und lieferte wichtige Leitartikel, Kulturnachrichten und Informationen über Ereignisse in anderen Regionen. Shadd Cary publizierte ihr Nachrichtenblatt in Kanada, aber es war auch in den größeren nördlichen Städten der Vereinigten Staaten im Umlauf.

### Die „Schwarze Presse“ und ihr Einfluss
Wenn man das Auftreten der „Schwarzen Presse“ in dieser Zeit und das Bemühen der Herausgeber beobachtet, ihre Rasse zu fördern und den Versuch der Befreiung aller Afroamerikaner zu unternehmen, kann viel über diese Geschichtsperiode erkundet werden. Es waren die ersten Zeitungen, die sich an Afroamerikaner statt an Weiße richteten und das erste Mal die Afroamerikaner als geistig gesund und fähig zeigten, Kultur und Erziehung zu schätzen. Diese Blätter versorgten sie mit den Mitteln, ihr eigenen politischen Schicksale auf sich zu nehmen.
Diese Zeitungen arbeiteten an der Stärkung der Rasse und der Veränderung der Ansichten, die weiße Amerikaner über frühere Sklaven hatten. Führer von Schwarzen Gemeinden betonten, dass Erziehung, strenge moralische Werte, ehrliche Arbeit, und Sparsamkeit die Mythen ändern würden, denen die Weißen über die Minderwertigkeit der Schwarzen noch anhingen. Im Wesentlichen meinte dies den Aufstieg aus der Unwissenheit zur Bildung. Cary und Douglass gebrauchten beide ihre Zeitungen, um diese Denkrichtung zu fördern.
Die Rolle der afroamerikanischen Zeitungen von 1850 bis 1860 muss noch weiter erforscht werden. Die simple Tatsache ist faszinierend, dass diese Zeitungseigentümer in der Lage waren, die Ausrüstung zu kaufen und damit zu arbeiten, um eine wöchentliche Zeitungsausgabe während einer Epoche zu produzieren, in der keiner einen journalistischen Berufsabschluss hatte oder ein berufliches Training durchlaufen hatte.

### Weitere Aktivitäten in den 1850er Jahren
Shadd Cary reiste durch Kanada und die Vereinigten Staaten und trat für die volle rassische Integration durch Bildung und Eigenständigkeit ein. Sie befürwortete die Emigration nach Kanada für die freien Leute, indem sie 1852 die Schrift
A Plea for Emigration; or Notes of Canada West, in Its Moral, Social and Political Aspect: with Suggestions respecting Mexico, West Indies and Vancouver's Island for the Information of Colored Emigrants veröffentlichte.
Sie versuchte an der „Colored National Convention“ von 1855 teilzunehmen, aber die Versammlung debattierte, ob sie überhaupt als Delegierte einen Sitz haben sollte. Ihr Eintreten für die Emigration machte sie zu einer umstrittenen Figur und sie wurde nur mit einer knappen Mehrheit von 15 Stimmen zugelassen. Gemäß der Schrift von
Frederick Douglass wurde sie von den Delegierten gut empfangen, die ihr 10 Minuten mehr an Redezeit zubilligten, obwohl sie eine Rede vor der Convention hielt, in der sie sich für die Emigration aussprach. Ihre Anwesenheit wurde jedoch weitgehend nach Minuten bemessen, vermutlich weil sie eine Frau war.

## Bürgerkrieg und Carys Aktivitäten danach

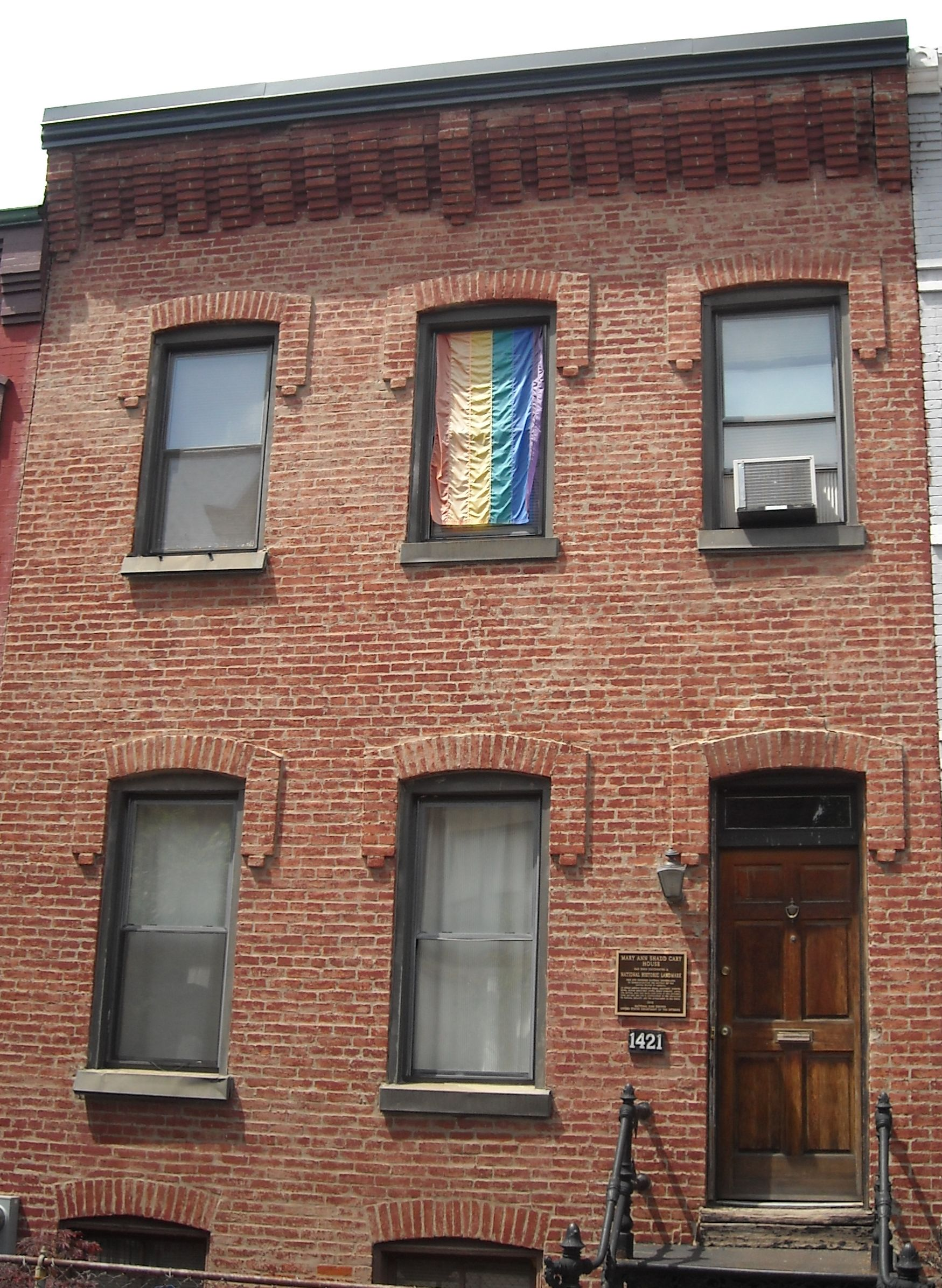
„Mary Ann Shadd Cary House“ in Washington, D.C.

1856 heiratete Mary Ann einen Barbier aus Toronto namens Thomas F. Cary, der auch bei der Zeitschrift Provincial Freeman
mitarbeitete. Sie bekam eine Tochter namens Sarah und einen Sohn namens Linton. Nach dem Tod ihres Mannes im Jahr 1860 kehrten Shadd Cary und ihre Kinder in die Vereinigten Staaten zurück. Während des Sezessionskrieges diente sie (auf Bitten des Abolitionisten Martin Delany) als Rekrutierungsbeamtin, um schwarze Freiwillige im Bundesstaat Indiana für die Unionsarmee anzuwerben. Nach dem Bürgerkrieg lehrte sie in Schulen für Farbige in Wilmington, bevor sie nach Washington, D.C. umzog, wo sie in Public Schools unterrichtete und selbst die School of Law an der Howard University besuchte. Im Alter von 60 Jahren graduierte sie 1883 als Rechtsanwältin, sie wurde somit die zweite schwarze Frau in den Vereinigten Staaten, die einen akademischen Grad in Jura bekam. Sie schrieb für die Zeitung National Era und The People's Advocate.

## Frauenwahlrecht
Nachdem sie 1880 die Bewegung „Colored Women’s Progressive Franchise“ organisiert hatte, schloss sich Shadd Cary der
National Woman Suffrage Association an und arbeitete Seite an Seite mit Susan B. Anthony und Elizabeth Cady Stanton für das Frauenwahlrecht. Sie sagte vor dem Judiciary Committee of the House of Representatives aus und wurde die erste afroamerikanische Frau, die in einer nationalen Wahl eine Stimme abgab.

## Tod und Bestattung
Sie starb in Washington D.C. am 5. Juni 1893 an Magenkrebs. Bestattet wurde sie im ehemaligen „Columbian Harmony Cemetery“ von Washington, der 1960 aufgelöst wurde.

## Erbe und Gedenken
- Mary Ann Shadd Carys früheres Wohnhaus im „U Street Corridor“ wurde 1976 zu einem geschützten historischen Bauwerk (National Historic Landmark) deklariert.
- 1987 wurde sie bestimmt für einen „Historischen Frauenmonat“, eine Ehrung durch das „National Women’s History Project“[18]
- 1994 wurde sie von staatlich kanadischer Seite geehrt und zu einer „Person von nationaler historischer Bedeutung“ („Person of National Historic Significance“) erklärt.[19]
- 1998 wurde Mary Ann Shadd Cary in die National Women’s Hall of Fame eingeführt.[20]
- 2018 publizierte die New York Times einen späten Nachruf für sie.[21]